# Thérèse Striggner Scott
Thérèse Eppie Striggner Scott là một luật sư và nhà ngoại giao người Ghana, từng là Thẩm phán của Tòa án tối cao Ghana và Tòa án tối cao của Zimbabwe và là Đại sứ Ghana tại Pháp và Ý.

## Nghề nghiệp
Striggner Scott được vào làm trong ngành tư pháp ở Middle Temple, Vương quốc Anh. Cô làm luật sư tại Accra, nơi cô là đối tác chính của một công ty tư vấn pháp lý.
Striggner Scott làm việc tại Tòa án tối cao Ghana  và năm 1983 là người phụ nữ đầu tiên được bổ nhiệm vào Tòa án tối cao của Zimbabwe.
Striggner Scott là đại sứ của Ghana tại Pháp, bao gồm Tòa thánh, cho đến năm 1994 và sau đó là đại sứ tại Ý. Scott cũng là đại sứ của Ghana tại UNESCO và từng là thành viên của Ủy ban Pháp lý của UNESCO. Năm 1991, cô trở thành người phụ nữ châu Phi đầu tiên được bổ nhiệm vào Ban điều hành của UNESCO.
Striggner Scott là Chủ tịch Ủy ban Cải cách Luật pháp Ghana từ năm 2000 đến năm 2004. Cô là thành viên của Ủy ban Điều tra Thường trực về Bạo lực Công cộng và Đe dọa ở Nam Phi. Scott là thành viên của Cộng đồng Kinh tế của Hội đồng Người cao tuổi Tây Phi và năm 2002 đã dẫn đầu một phái đoàn theo dõi các cuộc bầu cử quốc hội và tổng thống của Sierra Leone.
Năm 2004, Striggner Scott được Liên Hợp Quốc Tổng thư ký Kofi Annan bổ nhiệm làm một trong năm thành viên Ủy ban Quốc tế về tại Darfur.